# Afropunctum
Afropunctum är ett släkte av snäckor som beskrevs av Haas 1934. Afropunctum ingår i familjen konsnäckor.
Släktet innehåller bara arten Afropunctum seminium.